# Lorena Cabo Montero
Lorena Cabo Montero (Badalona, novembre de 1979) és una escriptora catalana que utilitza el pseudònim Lena Valenti. La seva obra s'enquadra principalment en els gèneres sentimental i fantàstic.
Va començar a escriure el 2008, i ho va combinar amb una feina a la Casa del Libro de Barcelona, primer com a responsable de secció, i després com a responsable de premsa i comunicació. També va treballar com dissenyadora de pàgines web.
El 2010 va publicar El libro de Jade, el primer de la saga Vanir, inspirada en la mitologia escandinava i celta, però amb elements urbans fantàstics. Actualment, la saga consta de diverses novel·les, totes elles amb èxit tant en àmbit nacional com internacional, amb unes vendes totals de la saga de 75.000 exemplars venuts fins a 2012. També ha tingut ressò a nivell internacional, des del 2012 els llibres s'han traduït i publicat a Itàlia, Alemanya, Bulgària, Brasil, Argentina i Mèxic.
A banda de la saga Vanir, també ha escrit altres sagues com Amos y Mazmorras, de temàtica més realista i també eròtica, Panteras i les trilogies Sananda i El diván de Becca. El setembre de 2012 va sortir a la venda un document sobre els seus llibres i es va realitzar una guia oficial il·lustrada de la saga Vanir a càrrec de l'il·lustrador Mikel Janin.

## Obra
| Nom                          | Any  | Editorial     | Ref.   |
| ---------------------------- | ---- | ------------- | ------ |
| Quan va parlar el Buda       | 2008 | Omicrón       | [ 7 ]  |
| Saga Vanir                   |      |               |        |
| El libro de jade             | 2009 | Vanir         | [ 8 ]  |
| El libro de la sacerdotisa   | 2010 | Vanir         | [ 8 ]  |
| El libro de la elegida       | 2011 | Vanir         | [ 8 ]  |
| El libro de Gabriel          | 2011 | Vanir         | [ 8 ]  |
| El libro de Miya             | 2012 | Vanir         | [ 8 ]  |
| El libro de la alquimista    | 2012 | Vanir         | [ 8 ]  |
| El libro de Ardan            | 2013 | Vanir         | [ 8 ]  |
| El libro de Noah             | 2013 | Vanir         | [ 8 ]  |
| El libro de los bardos       | 2014 | Vanir         | [ 8 ]  |
| El libro del Ragnarök I      | 2016 | Vanir         | [ 8 ]  |
| El libro del Ragnarök II     | 2016 | Vanir         | [ 8 ]  |
| Trilogia El diván de Becca   |      |               |        |
| El diván de Becca            | 2015 | Plaza & Janés | [ 9 ]  |
| El desafío de Becca          | 2015 | Plaza & Janés | [ 9 ]  |
| La decisión de Becca         | 2015 | Plaza & Janés | [ 9 ]  |
| Saga Amos y Mazmorras        |      |               |        |
| I. La dama                   | 2012 | Vanir         | [ 10 ] |
| II. El torneo                | 2012 | Vanir         | [ 10 ] |
| III. La misión               | 2013 | Vanir         | [ 10 ] |
| IV. El hechizo               | 2013 | Vanir         | [ 10 ] |
| V. Sumisión                  | 2014 | Vanir         | [ 10 ] |
| VI. Entrega                  | 2014 | Vanir         | [ 10 ] |
| VII. Reina de las arañas I   | 2015 | Vanir         | [ 10 ] |
| VIII. Reina de las arañas II | 2015 | Vanir         | [ 10 ] |
| IX. Palabra de calavera I    | 2018 | Vanir         | [ 10 ] |
| X. Palabra de calavera II    | 2018 | Vanir         | [ 10 ] |
| XI. Besos de calavera I      | 2018 | Vanir         | [ 10 ] |
| XII. Besos de calavera II    | 2018 | Vanir         | [ 10 ] |
| XIII. Venganza de calavera I | 2019 | Vanir         | [ 10 ] |
| XIV. Venganza de calavera II | 2019 | Vanir         | [ 10 ] |